# Саут Бич (Флорида)
Саут Бич (енгл. South Beach) насељено је место без административног статуса у америчкој савезној држави Флорида.

## Демографија
По попису из 2010. године број становника је 3.501, што је 44 (1,3%) становника више него 2000. године.
| Група             | 2000.         | 2010.         |
| Белци             | 3.349 (96,9%) | 3.370 (96,3%) |
| Афроамериканци    | 20 (0,6%)     | 5 (0,1%)      |
| Азијати           | 35 (1,0%)     | 28 (0,8%)     |
| Хиспаноамериканци | 47 (1,4%)     | 82 (2,3%)     |
| Укупно            | 3.457         | 3.501         |